# Veronica Hamel
Veronica Hamel, född 20 november 1943 i Philadelphia, Pennsylvania, är en amerikansk skådespelare. Hamel är känd för rollen som den offentliga försvarsadvokaten Joyce Davenport i tv-serien Spanarna på Hill Street.

## Filmografi i urval
- 1975 – Kojak (TV-serie)
- 1976 – Krona eller klave (TV-serie)
- 1976 – Starsky & Hutch (TV-serie)
- 1976 – Rockford tar över (TV-serie)
- 1976 – Cannonball
- 1978 – Starsky & Hutch (TV-serie)
- 1979 – Dallas (TV-serie)
- 1979 – Poseidons hemlighet
- 1980 – I sista sekunden
- 1981–1987 – Spanarna på Hill Street (TV-serie)
- 1988 – En ny chans
- 1990 – Han är jag!
- 1995 – Here Come the Munsters (TV-film)
- 1998 – Gisslan (TV-film)
- 1998 – Touched by an Angel (TV-serie)
- 2002–2003 – Tredje skiftet (TV-serie)
- 2004–2010 – Lost (TV-serie)